# Rey Dragón (mitología)

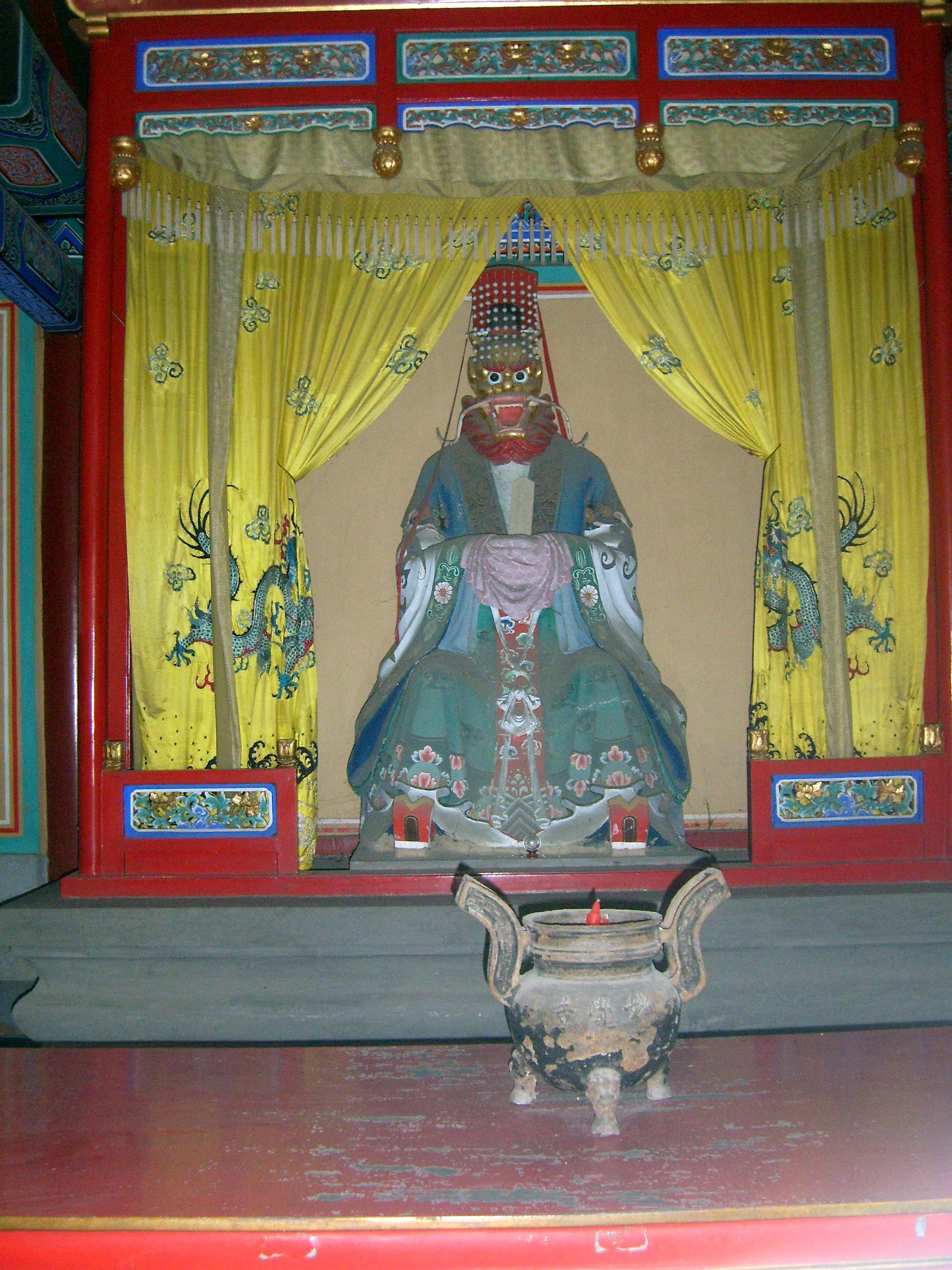
Estatua del Rey Dragón en el Palacio de Verano de Pekín.

El Rey Dragón (chino tradicional: 龍王, chino simplificado: 龙王, pinyin: Lóng Wáng, Romanización Yale: Lúng Wòhng) es una deidad en la mitología china comúnmente conocido como el gobernante divino del océano. La mitología sostiene que el Rey Dragón tiene la habilidad de adquirir la forma humana y vive en un palacio de cristal bajo el agua. Posee su propia corte real y comanda un ejército compuesto de diversas criaturas marinas. Aparte de dominar la vida acuática, el Rey Dragón puede manipular el clima y provocar lluvias y es a él a quién se reza cuando se necesita que llueva.

## Reyes Dragón de los cuatro mares
Existen cuatro grandes Reyes Dragón, cada uno de los cuales gobierna un mar que se corresponde a cada punto cardinal: Norte, Sur, Este y Oeste: Ao Guang gobierna el mar del Este (el mar de la China Oriental), Ao Qin el mar del Sur ( el mar de la China Meridional), Ao Run el mar del Oeste (a veces descrito como el océano Índico y más allá) y Ao Shin el mar del Norte (a veces descrito como el lago Baikal). Los Reyes Dragón aparecen en los clásicos chinos Fengshen Bang y Viaje al Oeste.